# Robeisy Ramírez
Robeisy Ramírez (n. 20 decembrie 1993, Cienfuegos, Cuba) este un boxer ce a reprezentat Cuba, medaliat olimpic. A participat la două ediții ale Jocurilor Olimpice (2012, 2016) în care a câștigat două medalii de aur.

## Participări
Lista de mai jos prezintă principalele competiții la care a participat Robeisy Ramírez de-a lungul carierei.
- boxing at the 2012 Summer Olympics – men's flyweight[*]